# وی‌ام‌ال‌اسکریپت
زبان وی-ام-ال اسکریپت یک گویش یا مشتق از زبان جاوا اسکریپت می‌باشد که برای صفحات وی-ام-ال استفاده می‌شود که قسمتی از پروتکل برنامه‌های بی‌سیم و رادیویی می‌باشد.
وی-ام-ال اسکریپت یک سند مشتری محور می‌باشد و خیلی به جاوا اسکریپت شباهت دارد.دقیقا شبیه جاوا اسکریپت، وی-ام-ال اسکریپت برای وظایفی همچون صحت ورودی‌ها، ساختن پیغامهای خطا و جعبه‌های محاوره‌ای دیگر استفاده می‌شود.
وی-ام-ال اسکریپت مبتنی بر ای-سی-ام-ای اسکریپت(سند انجمن سازنده کامپیوترهای اروپا) می‌باشد که نسخه استاندارد شده جاوا اسکریپت می‌باشد. بنابراین نحو وی-ام-ال اسکریپت بسیار شبیه جاوا اسکریپت می‌باشد.
عمده تفاوت بین جاوا اسکریپت و وی-ام-ال اسکریپت این است که کد جاوا اسکریپت می‌تواند در صفحات اچ-تی-ام-ال مورد استفاده قرار گیرد.از آن جایی که همیشه درون یک فایل جدا از صفحات وی-ام-ال قرار دارد. آدرس‌ها برای برگرداندن کد واقعی وی-ام-ال به سند وی-ام-ال.

## منبع
Wikipedia contributors, "WMLScript," Wikipedia, The Free Encyclopedia, http://en.wikipedia.org/w/index.php?title=WMLScript&oldid=297758359 (accessed November 13, 2009).